# Synoicum citrum
Synoicum citrum är en sjöpungsart som beskrevs av Kott 1992. Synoicum citrum ingår i släktet Synoicum och familjen klumpsjöpungar. Inga underarter finns listade i Catalogue of Life.